# Tour de França de 2026
El Tour de França de 2026 serà la 113a edició del Tour de França. Començarà a Barcelona el 4 de juliol de 2026 i acabarà als Camps Elisis de París el 26 del mateix mes després de 21 etapes.

## Recorregut
El 18 de juny de 2024 es va fer públic que el Grand Départ de la prova seria a Barcelona, ciutat que acolliria el final de les dues primeres etapes amb un cost de 7 milions d’euros. El 25 de febrer de 2025 es va anunciar el recorregut d'aquestes dues etapes i es va indicar que la tercera començaria a Granollers i que ja acabaria en territori francès.
Així doncs, el Tour de França del 2026 arrencarà el 4 de juliol amb una contrarellotge per equips de 19,7 km a Barcelona, en una etapa que s’iniciarà al Fòrum i s’acabarà a l’Estadi Olímpic Lluís Companys, després de dues pujades successives a Montjuïc. Tot i que serà la cinquantena contrarellotge per equips de la història del Tour, serà el primer cop que la primera etapa és d'aquestes característiques. La segona etapa començarà a  Tarragona, ciutat que serà el punt més al sud mai visitat pel Tour de França, i tindrà el punt final a la capital catalana, on els ciclistes faran tres ascensions al Castell de Montjuïc i acabaran en alçada després de 178 km. La tercera etapa sortida des de Granollers, des d’on el pilot es dirigirà cap a territori francès.

## Equips
| Unknown team category |
|                       |

## Etapes
| Etapa    | Data      | Ciutats d'etapa                         | type                      | Distància (km) | Vencedor de l'etapa | Líder de la general |
| -------- | --------- | --------------------------------------- | ------------------------- | -------------- | ------------------- | ------------------- |
| 1a etapa | 4 de jul  | Barcelona – Barcelona                   | contrarellotge per equips | 19,7           |                     |                     |
| 2a etapa | 5 de jul  | Tarragona – Barcelona                   | etapa de mitja muntanya   | 178,4          |                     |                     |
| 3a etapa | 6 de jul  | Granollers – pendent d'anunciar         |                           |                |                     |                     |
| 4a etapa | 7 de jul  | pendent d'anunciar – pendent d'anunciar |                           |                |                     |                     |
| 5a etapa | 8 de jul  | pendent d'anunciar – pendent d'anunciar |                           |                |                     |                     |
| 6a etapa | 9 de jul  | pendent d'anunciar – pendent d'anunciar |                           |                |                     |                     |
| 7a etapa | 10 de jul | pendent d'anunciar – pendent d'anunciar |                           |                |                     |                     |
| 8a etapa | 11 de jul | pendent d'anunciar – pendent d'anunciar |                           |                |                     |                     |

### Classificació general final
| \| Classificació general \| Classificació general \| Classificació general \| Classificació general \| Classificació general \| \| Corredor \| Corredor \| Equip \| Temps \| \| \| --------------------- \| --------------------- \| --------------------- \| --------------------- \| --------------------- \| |          |       |       |
| |          |       |       |
| |          |       |       |
| Classificació general |          |       |       |
| Corredor | Corredor | Equip | Temps |

### Classificacions annexes finals

#### Classificació per punts
| Classificació per punts | Classificació per punts | Classificació per punts | Classificació per punts | Classificació per punts |
| Corredor                | Corredor                | Equip                   | Punts                   |                         |
| ----------------------- | ----------------------- | ----------------------- | ----------------------- | ----------------------- |

#### Classificació de la muntanya
| Classificació de la muntanya | Classificació de la muntanya | Classificació de la muntanya | Classificació de la muntanya | Classificació de la muntanya |
| Corredor                     | Corredor                     | Equip                        | Punts                        |                              |
| ---------------------------- | ---------------------------- | ---------------------------- | ---------------------------- | ---------------------------- |

#### Classificació del millor jove
| Classificació del millor jove | Classificació del millor jove | Classificació del millor jove | Classificació del millor jove | Classificació del millor jove |
| Corredor                      | Corredor                      | Equip                         | Temps                         |                               |
| ----------------------------- | ----------------------------- | ----------------------------- | ----------------------------- | ----------------------------- |

#### Classificació per equips
| Classificació per equips | Classificació per equips | Classificació per equips | Classificació per equips |
| Equip                    | Equip                    | Temps                    |                          |
| ------------------------ | ------------------------ | ------------------------ | ------------------------ |